# Boarmia epilyciaria
Boarmia epilyciaria är en fjärilsart som beskrevs av Charles Oberthür 1910. Boarmia epilyciaria ingår i släktet Boarmia och familjen mätare. Inga underarter finns listade i Catalogue of Life.